# David Regades
David Regades Fernández (Vigo, 1973) es un político español del Partido de los Socialistas de Galicia-PSOE.

## Trayectoria
Es técnico especialista de la rama Administrativa y Comercial en la especialidad de Contabilidad y técnico en prevención de riesgos laborales. Miembro de las JSG. Tras las elecciones municipales de 2007 fue el jefe de gabinete de Abel Caballero como alcalde de Vigo. Tras las municipales de 2011 fue elegido concejal y pasó a encargarse de las áreas de Fomento (anteriormente Vías y Obras) y Contratación en el gobierno de Caballero. Siguió al frente de dichas áreas después de las municipales de 2015, pasando a ser también diputado en la Diputación de Pontevedra, donde os socialistas lograron por primera vez la presidencia y pasó a encargarse del área de Asistencia a Municipios.
Fue elegido Secretario Provincial el PSdeG en la Provincia de Pontevedra tras vencer en las primarias de diciembre de 2017 al redondelano Eduardo Reguera, siendo ratificado en el correspondiente Congreso. Fue nombrado Delegado del Estado en el Consorcio de la Zona Franca de Vigo el 6 de julio de 2018 por el gobierno de Pedro Sánchez, renunciando a sus cargos en el Ayuntamiento y en la Diputación. Desde la Zona Franca realizó diversas gestiones para la dinamización económica no solamente de Vigo si no de municipios de toda la provincia de Pontevedra. Compaginó este cargo con la Secretaría Provincial de los socialistas, al frente de la cual el partido ganó las elecciones generales, municipales y europeas de 2019, quedando además a pocos votos de lograr la mayoría absoluta en la Diputación de Pontevedra. En el Congreso de febrero de 2022 revalidó la Secretaría Provincial del partido.
En junio de 2023 abandonó la Zona Franca para encabezar la candidatura del PSdeG-PSOE por la provincia de Pontevedra al Congreso de los Diputados en las Elecciones generales de 2023, siendo elegido diputado. En abril de 2024 volvió a ser designado Delegado del Estado del Consorcio de la Zona Franca de Vigo.
Está casado, y es padre de dos hijos.